# 天主教桑斯总教区
天主教桑斯总教区是罗马天主教在法国中部设立的一个总教区，相当于勃艮第大区的约讷省。该教区成立于第1世纪，第3世纪升格为总教区，曾有一个时期桑斯总主教被冠以“高卢和日耳曼首席主教”头衔。
1622年以前，总教区由7个附属教区：天主教沙特尔教区、天主教欧塞尔教区、天主教莫城教区、天主教巴黎教区、天主教奥尔良教区、天主教讷韦尔教区和天主教特鲁瓦教区。1622年，巴黎教区升格为总教区，沙特尔教区、奥尔良教区和莫城教区划归巴黎教省。
1920年以前，总主教住在桑斯，此后居住在欧塞尔。2002年，桑斯总教区失去教省中心地位，勃艮第大区成立第戎教省。
法国革命时期，总主教Loménie de Brienne枢机发誓拥护教士公民组织法，但拒绝成为第一批拥护宪法的主教，将枢机的帽子还给教宗，拒绝成为拥护宪法的图卢兹主教，两次被桑斯的雅各宾党人投入监狱，最后因中风死在狱中。